# Geobrowser
Unter einem Geobrowser versteht man eine Software, mit der man webbasierte Geodaten (z. B. Geodienste) und Geomedien nutzen und vor allem visualisieren kann (GIS-Client).

## Anwendungsgebiet
Computeranwendungen wie Google Earth, NASA World Wind oder Microsofts Bing Maps verstehen sich nicht nur als „virtuelle Globen“ zur verzerrungsfreien Abbildung der Erde und anderer Himmelskörper, sondern zunehmend als Geobrowser, also als webbasierte Schnittstelle zwischen User und geographisch referenzierter Daten, sogenannter Geodaten. Die virtuelle Abbildung des blauen Planeten dient dabei als bekannte, attraktive und emotionelle Metapher, die Übersicht und Ordnung in die Informationsflut des Internets bringt.

## Funktionsweise
Analog zu Webbrowsern wie zum Beispiel Internet Explorer, Opera oder Firefox müssen dafür kleine Programme (Clients) auf dem Computer installiert werden, die wesentliche Grundfunktionen wie Anzeigen, Suchen, Speichern, Navigieren oder Drucken anbieten und bei Bedarf die angeforderten Daten von einem zentralen Server nachladen.

## Trends
Da geschätzte 80 Prozent der weltweiten Daten einen Raumbezug aufweisen und Geoinformationsdienste wie Routen- oder Reiseplaner im Internet stark genutzt werden, wurden Computerprogrammen in diesem Sektor der Suche, Verarbeitung, Analyse und Visualisierung von räumlichen Daten und Diensten eine große Zukunft vorausgesagt. Sie konkurrieren auf der einen Seite mit konventionellen Suchmaschinen, auf der anderen Seite mit wesentlich komplexeren Anwendungen aus dem Bereich der Geographischen Informationssysteme (GIS). Auf diesem Werbemarkt dominieren Softwaregiganten wie Microsoft, Google, Yahoo, Yandex, Baidu oder Amazon. Sie konkurrieren mit angestammten Anbietern von Geografischen Informationsdiensten wie ESRI oder NASA.
Der Trend könnte in einer Art Geoweb münden, wo Informationen nicht textbasiert in Katalogen oder alphabetischen Verzeichnissen organisiert werden, sondern bildlich in einer dreidimensionalen virtuellen Welt.
Alternative Begriffe: Geoviewer, Planetenbrowser, Earthbrowser, Globenbrowser